# Всеросійський з'їзд мусульман
Всеросі́йський з'їзд мусульма́н відбувся 1-11 травня 1917 року в Будинку Шамсі Асадуллаєва в Москві. Приміщення для проведення з'їзду надав син Асадуллаєва. Цей з'їзд був свого роду продовженням чотирьох Всеросійських мусульманських з'їздів, які відбувалися нелегально в Нижньому Новгороді і Санкт-Петербурзі в 1905—1906 і 1914 роках. Різниця в нумерації пов'язана з тим, що після Жовтневого перевороту 1917 року було ухвалене рішення від 1917 року заново почати нумерацію з'їздів. Ініціатором проведення з'їзду стала мусульманська фракція Державної думи IV скликання. Рішення про скликання з'їзду ухвалене в березні 1917 року на нараді в Санкт-Петербурзі.

Вхідний квиток

## Делегати
З'їзд організовано Тимчасовим центральним бюро російських мусульман. На з'їзді були присутні 830 делегатів з Туркестанського краю, Кавказу, Криму, Сибіру, Хівинського і Бухарського ханств, що представляли організації та політичні партії різного спрямування — від консервативних до радикальних. За іншими даними, з'їзд зібрав 900 делегатів: майже всі депутати Державної думи, офіцери, солдати, близько 300 мулл і близько 100 мусульманок (переважно студентки закладів вищої освіти і їх випускниці).
До президії з'їзду увійшли Ібрагім Ахтямов (Уфа), І. Алкін, А. Цаліков, С. Якубова (Казань). М. Бігієв, мулла X. Габаші (Казанська губернія), X. Досмухамедов (Уральська область), Г. Ісхакі (Москва), Ф. Каримі (Оренбург), Дж. Саїдахметов (Крим), А-М. Топчибашев (Баку), У. Ходжаєв (Туркестан). Крім того, серед делегатів були такі видатні мусульманські діячі, як: А.-З. Валіді, Ш. Мухамедьяров, Г. Терегулов, Ф. Туктаров, М. Муртазін, А. Ягафаров, С. Мрясов та інші. На з'їзді були присутні кореспонденти провідних газет Москви і Санкт-Петербурга, англійські та американські журналісти. З'їзд відкрився читанням уривка з Корану і вступною промовою Муси Бігієва. Від імені Тимчасового уряду з привітанням до з'їзду звернувся голова Департаменту інославних і іновірних сповідань Міністерства внутрішніх справ С. А. Котляревський.

## Порядок денний
Головним завданням з'їзду було вирішення проблеми самовизначення мусульманських народів Росії. Для роботи на з'їзді було створено дев'ять секцій:
1. зі внутрішнього державного устрою Росії,
2. з робітничого питання,
3. з аграрного питання,
4. з жіночого питання,
5. з підготовки до виборів до Установчих зборів,
6. з військового питання,
7. з релігійного питання,
8. з просвіти,
9. з місцевого управління[4].

## Рішення
З питання про майбутній територіальний устрій Росії голоси делегатів З'їзду розділилися. Було дві точки зору — за федеративний і за унітарний устрій. Ідея федерації передбачала надання мусульманам національно-територіальної автономії. Унітарний устрій передбачав лише культурно-національну автономію. Прихильниками федерації були представники Азербайджану, Туркестану, казахських областей, Криму і Башкирії. Прихильниками унітарної держави були поволзькі татари і делегати від Північного Кавказу. 7 травня 1917 року більшість голосів делегатів З'їзду (446 голосів) віддано за федерацію, тоді як за унітарний устрій віддано 271 голос. Втім, доктор історичних наук Салават Ісхаков прийшов до висновку, що делегати З'їзду просто не надавали особливого значення відмінностям між територіальною й національно-культурною автономіями.
Також розглядалося питання припинення тимчасової міграції в окраїнні регіони країни до вирішення земельного питання на Курултаї. З'їзд фактично поклав кінець концепції політичної, адміністративної та економічної єдності мусульман Росії, розробленій І. Гаспринським. Делегати виступили проти світової війни; армія повинна будуватися за національною ознакою, необхідно сформувати окремі мусульманські частини, солдати повинні служити на тій території, де вони призивалися. За рішенням з'їзду релігійні відділи казахів Тургайської, Уральської, Акмолінської області перейшли у відомство мусульманського духовенства Оренбурга. На з'їзді обрано склад релігійного управління Оренбурга. З'їзд ухвалив рішення про обов'язкову для всіх безплатну освіту, викладання в мусульманських школах поряд з рідною «єдиної тюркської мови» тощо.
За доповіддю Цалікова про ставлення до війни з'їзд одноголосно прийняв 4 травня резолюцію, що висловлювала протест проти імперіалістичної політики, говорилося, що російські мусульмани виступають за мир без анексій і контрибуцій, і вважають за необхідне захищати Росію в ім'я боротьби за свободу. За доповідями полковника В. Галієва і товариша голови Казанського гарнізонного мусульманського комітету А. Монасипова був поставлено питання про скасування військової повинності. З робітничого питання після доповідей М. Ходжієва (Ходжент) і Терегулова прийнято резолюцію представника робітників Н. Мухтарова (Казань) щодо введення 8-годинного робочого дня, інспекції з дотримання робітничого законодавства і умов праці робітників, жіночої праці на шкідливих роботах, пенсійного забезпечення за рахунок роботодавця, заборони праці дітей і підлітків до 16-річного віку, штрафів тощо З жіночого питання після доповідей В. Туктарової (Казань), Ф. Кулахметової (Казань) і М. Бігієва з'їзд постановив, що мусульманки мають бути рівними в політичних і громадянських правах з чоловіками, яким забороняється багатоженство; жінка має право на розлучення з чоловіком; одруження тільки з 16 років. Резолюція з культурно-освітніх справ багато в чому дублювала рішення III Всеросійського мусульманського з'їзду 1906 року. З аграрного питання з'їзд прийняв постанову: «Вся земля (казенна, кабінетська, монастирська і приватна) повинна перейти в руки самого народу; закон про приватну власність на землю, продаж і купівля землі — повинні бути знищені».
Заслухавши доповіді С. Алкіна (Казань) і імама К. Тарджемані (Казань), з'їзд вирішив (6 травня) реорганізувати Оренбурзьке магометанське Духовне і обрати тимчасове Духовне управління. Муфтієм Духовного управління мусульман Внутрішньої Росії і Сибіру обрано Галімджана Баруді, якому вдалося випередити С. Максуді, Х. Ґабеші, М. Бігієва і Г. Бубі. Вперше в історії муфтія Духовного управління призначено не імператором, а обрано на вільних виборах.
В останній день з'їзду прийнято резолюцію про утворення Всеросійської Центральної мусульманської Ради (Міллі Шуро) — «Рада російських мусульман» — для керівництва і координації діями мусульман країни. Рада складалася з 30 чоловік на чолі з Виконкомом (Ікомус) з 12 осіб.
Намічено, що II Всеросійський мусульманський з'їзд відбудеться в Казані, III — у Ташкенті, IV — у Баку. З'їзд завершився читанням молитви, присвяченої пам'яті Ага Шамсі Асадулаєва, який подарував мусульманам Москви будинок, у якому проходив з'їзд.